# 末次美沙緒
末次 美沙緒（すえつぐ みさお、1954年2月25日 - 2025年8月20日）は、日本の女優。福岡県北九州市出身。

## 経歴
1972年に劇団四季研究所に入所し、『ユタとふしぎな仲間たち』、『夢から醒めた夢』、『赤毛のアン』など様々な舞台に出演。　　　　
2006年12月を以て退団した。
現在の所属事務所は株式会社レ・ブリアン（Les Brillants）。
2025年8月20日、死去。71歳没。

## 親族
劇団四季所属の飯野おさみは元夫、現在タレントとして活動している飯野めぐみは実娘である。

## 出演

### 舞台
【劇団四季在団中】
- テッサ（妹ポリーナ）
- ポセイドン仮面祭（ジジ）
- アプローズ（踊り子ボニー）
- ベローナの恋人たち（ジュリーヤ）
- ヴェニスの商人（ポーシャ）
- カッコーの巣をこえて（娼婦）
- 夢から醒めた夢（マコの母）
- クレイジー・フォー・ユー（アイリーン・ロス）
- アスペクツ・オブ・ラブ（ジュリエッタ）
- ユタと不思議な仲間たち（ダンジャ）
- ミュージカル李香蘭（李夫人・アンサンブル）
- 異国の丘（アグネス・フォゲル）
- 壁抜け男（娼婦・八百屋）
- エクウス（弁護士）
- オンディーヌ（王妃イゾルテ）
- ラシーヌアンドロマック（セフィーズ）
- 鹿鳴館（大徳寺季子）
- ハムレット（ガートルード）
- 美女と野獣（ミセス・ポット）
- ライオンキング（ラフィキ）　等多数

【退団後】
- 「お月さまのジャン」「ダウト」「夜の来訪者」「ラビアンローズ」（響人）
- 「12人」「橋からの眺め」
- 「エンロン」
- 「みんな我が子」
- 「アイランド」
- 「ショウ・ボート」
- 「煙が目にしみる」「愛しきは馬鹿一とその隣人」
- 「シラノ・ド・ベルジュラック」

### テレビ
- レンズはさぐる
- 遠くへ行きたい
- さかなちゃん（ポーラテレビ小説）
- 伝七捕物帳 第157話 「恋の掛け橋情の涙」（1977年、NTV） - おしん
- 破れ奉行（テレビ朝日）
  - 第28話「二十五年目の父子唄」（1977年） - おりん
  - 第39話「さらば！深川奉行」（1977年） - お勢
- 気まぐれ本格派 第5話「北の白鳥・南の鵞鳥」（1977年、NTV）
- 江戸の鷹 御用部屋犯科帖 第12話「念という字が空に舞う!」（1978年、テレビ朝日）
- 大空港 第18話「人質奪回作戦 父の愛」（1978年） - 大和連合会の運び屋
- ムー大陸
- 銀河テレビ小説
- おんな道

### 吹き替え
- ノートルダムの鐘 - （カジモドの母, ラヴァーン（ガーゴイル））

### ラジオドラマ
- NHKラジオドラマ
  - 「月蝕島の魔物」（2012年）
  - 「氷山の南」（2012年）
  - 「ヘウレーカ」（2013年）
  - 「獅子の城塞」（2014年）
  - 「さくら、ねこ、でんしゃ」（2017年）
  - 「青髭公の五番目の花嫁」（2022年）
  - 「さざ波のみち」（2022年）
  - 「逆光のシチリア」（2024年）
  - 「月につれてって」（2025年）